# Piotr Ćwik
Piotr Krzysztof Ćwik, né le 17 août 1968 à Cracovie, est un homme politique polonais membre de Droit et justice (PiS).

## Biographie

### Formation et vie professionnelle
En 1996, il est diplômé de l'École supérieure de philosophie et de pédagogie de Cracovie. Il devient quatre ans plus tard directeur des écoles catholiques de la ville de Skawina, en Petite-Pologne. Il occupe cette fonction jusqu'en 2014.

### Engagement politique
À l'occasion des élections locales de 1994, il est élu au conseil municipal de Skawina. Échouant par deux fois à se faire élire bourgmestre, il siège jusqu'en 2006.
Il rejoint Droit et justice en 2005. Aux élections législatives du 9 octobre 2011, il est investi en neuvième position sur la liste de la circonscription de Cracovie-II. Le jour du scrutin, il totalise 3 502 votes préférentiels, soit le sixième résultat de PiS, qui fait élire 5 députés.
Le 5 juin 2014, Piotr Ćwik entre à la Diète, après qu'Andrzej Duda a été élu député européen le 25 mai. Aux élections locales de novembre, il est élu à l'assemblée du powiat de Cracovie.
Placé en sixième position dans Cracovie-II aux élections législatives du 25 octobre 2015, il engrange 6 365 suffrages de préférence, soit la huitième position des candidats de PiS, qui remporte sept sièges. Il quitte donc son mandat à l'ouverture de la législature, le 12 novembre, mais le 16 décembre il est nommé voïvode adjoint de Petite-Pologne. Il exerce ensuite les fonctions de voïvode de 2017 à 2020, avant d'être nommé en 2020 secrétaire d'État à la chancellerie de la présidence de la République, dont il devient chef-adjoint en janvier 2021.